# 山口県道245号永田郷室津川棚線
山口県道245号永田郷室津川棚線（やまぐちけんどう245ごう ながたごうむろつかわたなせん）は、山口県下関市を通る一般県道である。

## 概要
下関市大字永田郷から下関市豊浦町大字川棚に至る。本路線は本州最西端の都道府県道であり、下関市大字吉母（よしも）がその地になる。

### 路線データ
- 起点：下関市大字永田郷（吉母（よしも）入口交差点、国道191号交点）
- 終点：下関市豊浦町大字川棚（国道191号交点）

## 路線状況

### 道路施設

#### 橋梁
- 汐入橋（沖田川、下関市）
- 新川橋（黒井川、下関市）

## 地理

### 通過する自治体
- 山口県
  - 下関市

### 交差する道路
| 交差する道路 | 交差する場所   | 交差する場所                    |
| ------------ | -------------- | ------------------------------- |
| 国道191号    | 大字永田郷     | 吉母（よしも）入口交差点 / 起点 |
| 国道191号    | 豊浦町大字川棚 | 終点                            |

### 交差する鉄道
- 山陰本線

### 沿線
- 水産大学校
- 下関市役所室津支所
- 下関ゴルフ倶楽部
- 吉母（よしも）海水浴場
- 下関市立吉母小学校
- 下関市立室津小学校
- 毘沙ノ鼻 - 本州最西端の地。
- 室津海水浴場